# 구로고역
구로고역(일본어: 黒子駅)은 일본 이바라키현 지쿠세이시에 위치한 간토 철도 조소 선의 철도역이다.
단선 · 섬식 2면 3선 구조의 복합 승강장을 갖춘 지상역이다.

## 타는 곳
| 1 | ■ 조소 선 | 임시선 | 임시선                            |
| 2 | ■ 조소 선 | 상행   | 미쓰카이도 · 모리야 · 도리데 방면 |
| 3 | ■ 조소 선 | 하행   | 시모다테 방면                     |

## 이용 현황
| 연도   | 1일 평균 승차 인원 |
| ------ | ------------------ |
| 1998년 | 154                |
| 1999년 | 77                 |
| 2000년 | 64                 |
| 2001년 | 58                 |
| 2002년 | 47                 |
| 2003년 | 48                 |
| 2004년 | 48                 |
| 2005년 | 59                 |
| 2006년 | 67                 |
| 2007년 | 70                 |
| 2008년 | 73                 |
| 2009년 | 65                 |
| 2010년 | 67                 |
| 2011년 | 64                 |
| 2012년 | 77                 |
| 2013년 | 83                 |
| 2014년 | 82                 |

## 역 주변
- 구로고 우체국

## 인접 역
| 간토 철도 ■ 조소 선  | 간토 철도 ■ 조소 선 | 간토 철도 ■ 조소 선  |
| -------------------- | ------------------- | -------------------- |
| 도바노에 도리데 방면 | 보통                | 오타고 시모다테 방면 |